# ロー・カンナ
ロー・カンナ（Ro Khanna、1976年9月13日 - ）は、アメリカ合衆国の政治家、弁護士。2016年にマイク・ホンダを破って当選した。アメリカ民主党所属。本名ローヒト・カンナー（ヒンディー語：रोहित खन्ना Rohit Khannā ）。

## 経歴
1976年にペンシルバニア州フィラデルフィアで、インドから移住した両親の元に生まれた。父親は化学者でインド工科大学とミシガン大学を卒業した。ロー・カンナはシカゴ大学で経済学を学んだのちに、エール大学の法学部に進んだ。知的財産に関する法律が専門。スタンフォード大学で経済学の講師、サンタクララ大学の法律の講師も務めた。
2014年の連邦下院議員選挙にカリフォルニア州17区から立候補 し、Appleやグーグル、ヤフーなどシリコンバレーのIT企業幹部からの支持を得た ほか、世界抗日戦争史実維護連合会（抗日連合会）の支援を受ける。この選挙ではマイク・ホンダに僅差で敗れ、落選した が、2016年11月の選挙でホンダを破り、連邦下院議員に当選した。
慰安婦問題や尖閣諸島問題で反日的な立場を取っているとされる。古森義久によると、カンナは2013年5月、尖閣諸島問題における中国の立場を全面的に支持する内容の論文を抗日連合会のピーター・スタネク会長およびイグナシアス・ディン副会長と連名で、地元紙「サンノゼ・マーキュリー」に寄稿したこともある。古森はカンナを「ホンダ以上の"親中反日"」と評している。

## 著書
- Entrepreneurial Nation: Why Manufacturing is Still Key to America's Future (McGraw-Hill Education、2012/8/14)